# Heliodiplosis spatholobi
Heliodiplosis spatholobi är en tvåvingeart som beskrevs av Ephraim Porter Felt 1918. Heliodiplosis spatholobi ingår i släktet Heliodiplosis och familjen gallmyggor.
Artens utbredningsområde är Filippinerna. Inga underarter finns listade i Catalogue of Life.